# Plaza Dartmouth
La plaza Dartmouth (en irlandés: Cearnóg Dartmouth; en inglés: Dartmouth Square) es una plaza cerca de Ranelagh, en D6, Dublín, en Irlanda. Está cerca del puente de la calle Leeson sobre el Gran Canal.
La plaza se convirtió en objeto de controversia en 2005, cuando se supo que, años antes, el empresario Noel O'Gara compró el dominio absoluto en la plaza por 10.000 libras a PJ Darley, un descendiente de los constructores de plazas. O 'Gara cerró las puertas en el parque en la plaza en 2006. Él trató de gestionarla como un aparcamiento, pero los residentes locales bloquearon la puerta.
En diciembre de 2012, la plaza fue vendida en una subasta en la instrucción de un síndico. Noel O'Gara protestó por la venta, aunque la propiedad fue vendida conjuntamente al Ayuntamiento de Dublín y a los residentes locales por € 142.000.